# Championnat de Taïwan de football 2024
Navigation
Saison précédente Saison suivante
La saison 2024 du Championnat de Taïwan de football est la quarantième édition du championnat national, la Taiwan Football Premier League. Les huit clubs participants sont regroupés au sein d'une poule unique où ils s'affrontent à trois reprises. À l'issue de la saison, le dernier du classement final est relégué en deuxième division.
C'est le club de Taiwan Steel FC, tenant du titre, qui est à nouveau sacré cette saison après avoir terminé en tête du classement final. C'est le cinquième titre de champion de Taïwan de l'histoire du club.

## Les clubs participants
- Taipower
- Taiwan Shihu FC
- Taiwan Steel FC
- Hang Yuen FC
- AC Taipei FC
- Ming Chuan University FC
- Taichung Futuro AF
- Taipei Vikings - Promu de D2

## Compétition
Le classement est établi sur le barème de points classique (victoire à 3 points, match nul à 1, défaite à 0). Pour départager les égalités, on tient d'abord compte des confrontations directes, de la différence de buts générale, puis du nombre de buts marqués.

### Classement
| Rang | Équipe                   | Pts | J  | G  | N | P  | Bp | Bc | Diff |
| ---- | ------------------------ | --- | -- | -- | - | -- | -- | -- | ---- |
| 1    | Taiwan Steel FC T        | 49  | 21 | 15 | 4 | 2  | 60 | 16 | +44  |
| 2    | Taichung Futuro AF       | 43  | 21 | 13 | 4 | 4  | 41 | 19 | +22  |
| 3    | Hang Yuen FC             | 39  | 21 | 12 | 3 | 6  | 33 | 19 | +14  |
| 4    | AC Taipei FC             | 36  | 21 | 11 | 3 | 7  | 35 | 23 | +12  |
| 5    | Taipower CFC             | 30  | 21 | 9  | 3 | 9  | 36 | 26 | +10  |
| 6    | Taiwan Shihu FC          | 22  | 21 | 6  | 4 | 11 | 34 | 35 | -1   |
| 7    | Ming Chuan University FC | 18  | 21 | 5  | 3 | 13 | 23 | 47 | -24  |
| 8    | Taipei Vikings P         | 2   | 21 | 0  | 2 | 19 | 17 | 84 | -67  |

|  | Qualification pour la Challenge League de l'AFC 2025-2026 |
|  | Qualification pour les barrages de maintien               |
|  | Relégation directe en deuxième division                   |
|  | T : Tenant du titre                                       |

### Barrages de maintien
Ming Chuan University FC, le septième au classement devait affronter le vice-champion de deuxième division, Land Home NTUS, mais ce club n'obtient pas de licence pour la première division, c'est le troisième de la D2 qui le remplace, l'Inter Taoyuan.
Le 23 décembre 2024, Ming Chuan University FC gagne 3 à 2 contre l'Inter Taoyuan et se maintient en première division.

## Bilan de la saison
| Championnat de Taïwan de football 2024   |                            |
| Champion                                 | Taiwan Steel FC (5e titre) |
| Coupes et trophées                       |                            |
| Vainqueur de la Coupe de Taïwan 2024     | Non disputée               |
| Qualifications continentales             |                            |
| Challenge League de l'AFC 2025-2026      | Taiwan Steel FC            |
| Promotions et relégations                |                            |
| Promus en Taiwan Football Premier League | Taichung Rock              |
| Relégués en Taiwan B League              | Taipei Vikings             |